# Camillo Mancini
Camillo Mancini (Ceccano, 20 marzo 1857 – Roma, 7 settembre 1925) è stato un ingegnere e politico italiano.

## Biografia
Membro di una importante famiglia di Ceccano, intraprese fin da giovane la carriera politica riuscendo ad essere eletto per tre legislature non consecutive Deputato, ricoprendo la carica dal 1895 al 1900 e dal 1909 al 1913.
Di professione ingegnere, si occupò del fenomeno del passaggio della sua città da un'economia di tipo agricolo ad una di tipo industriale.

## Opere
1888 - Il Lazio viticolo e vinicolo